# STARR-seq
STARR-Seq (англ. self-transcribing active regulatory region sequencing) — метод анализа энхансерной активности одновременно миллионов последовательностей ДНК из геномов произвольных организмов. STARR-seq обладает высокой производительностью и может служить для полногеномного поиска и количественной оценки активности энхансеров.

## Описание метода

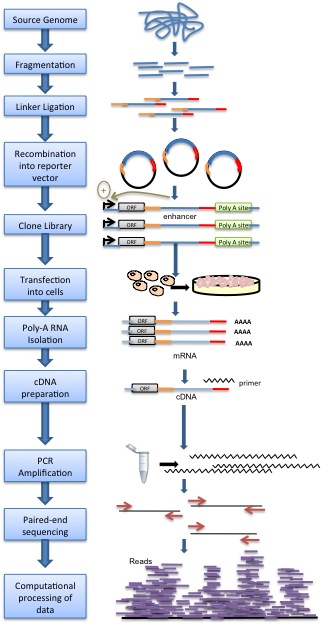
Принцип STARR-seq.

У эукариот транскрипция регулируется транскрипционными факторами — белками, связывающимися со специфичными участками ДНК в промоторах генов, а также с участками, не располагающимися в непосредственной близости к генами, в том числе энхансерами. Энхансеры представляют собой некодирующие участки ДНК, содержащие определённые сайты связывания для различных транскрипционных факторов. Энхансеры привлекают транскрипционные факторы, которые активируют РНК-полимеразу II и общие факторы транскрипции вблизи промотора, что ведёт к транскрибированию генов. Энхансеры могут регулировать транскрипцию генов-мишеней тканеспецифично, независимо от локализации в ДНК и расстояния от промотора гена. В некоторых случаях они могут регулировать транскрипцию генов, расположенных в другой хромосоме. Однако до настоящего момента информация ограничивалась исследованием небольшого числа энхансеров в связи со сложностью их полногеномного поиска. Кроме того, многие регуляторные элементы функционируют исключительно в специфических типах клеток и при определенных условиях. 

### Определение энхансеров
Для определение энхансеров у Drosophila применяется методика с использованием случайной вставки транспозона, кодирующего минимальный промотор с репортёрным белком. Этот метод позволяет получить информацию о регуляции энхансерами генов, находящихся рядом с местом вставки. 
В последние несколько лет различные особенности активных и неактивных энхансеров удалось изучить при помощи пост-геномных технологий. Развитие новых методов, таких как DNase-seq, FAIRE-Seq, ChIP-seq, позволили предсказывать положение энхансеов в геноме. Однако DNase-seq и FAIRE-seq не позволяют напрямую определить энхансер и его активность. Кроме того, с помощью этих методов нельзя протестировать большое количество последовательностей-кандидатов на наличие у них энхансерной активности. Разработка STARR-seq позволяет производить полногеномный поиск энхансеров и получать количественную оценку их активности.

### Идея метода
Идея STARR-seq предложена в лаборатории А. Штарка (A. Stark, Институт молекулярной патологии, Вена, Австрия) для полногеномного поиска энхансеров произвольных организмов, а также количественного определения их активности. Метод основывается на том факте, что энхансеры могут работать независимо от их относительного расположения на ДНК. Суть метода заключается в расположении потенциального энхансера после минимального промотора, что позволяет активному энхансеру активировать транскрипцию ДНК, содержащей его же последовательность. Активность каждого энхансера при этом характеризуется степенью обогащения РНК с последовательностью энхансера среди всей клеточной РНК. С помощью такого подхода возможна одновременная проверка миллионов участков ДНК из произвольного источника.

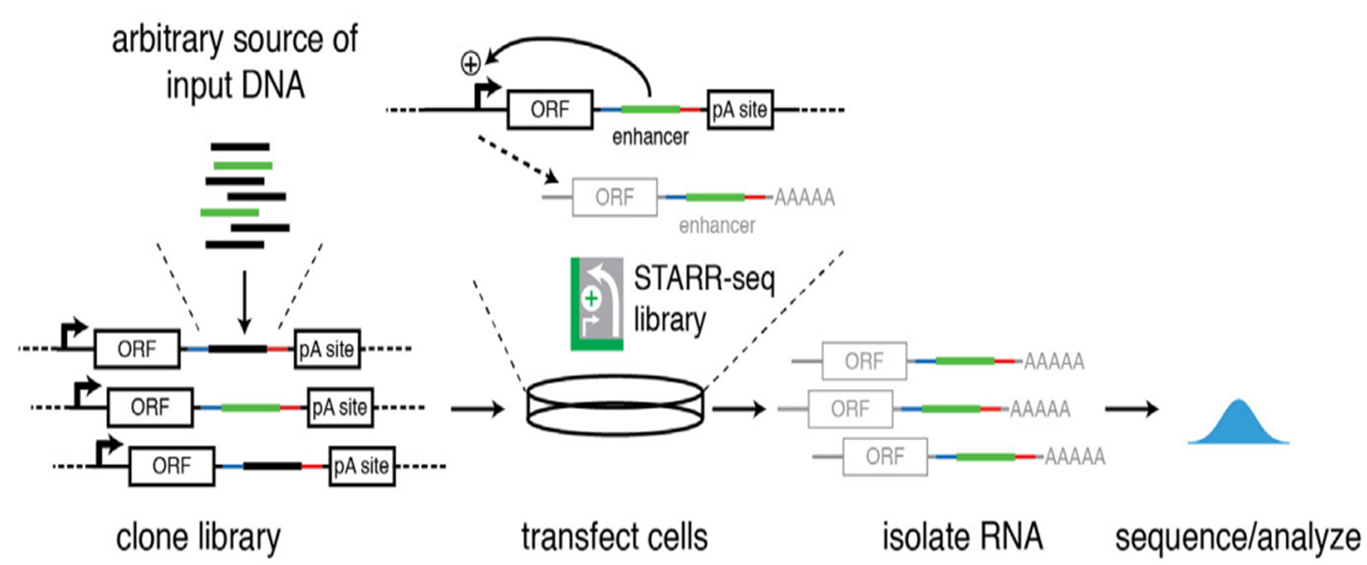
Методика STARR-seq.

### Принцип метода
Геномная ДНК случайным образом разбивается на мелкие фрагменты. Фрагменты определенной длины отбираются, к ним лигирут адаптеры. Затем фрагменты ДНК с адаптерами амплифицируются. Продукты ПЦР очищают и встраивают в плазмиду после минимального промотора в 3'-нетранслируемую область репортёрного гена, позволяя активному энхансеру активировать транскрипцию РНК-полимеразой участка ДНК, содержащего после точки начала транскрипции последовательность самого энхансера. Далее клетки трансфецируют полученной репортерной библиотекой и культивируют. Полиаденилированную РНК выделяют из тотальной РНК и с помощью обратной транскрипции получают кДНК, которую амплифицируют, после чего узнают последовательность фрагментов с помощью секвенирования спаренных концов. Секвенированные фрагменты картируются на референсный геном и данные отправляются на компьютерную обработку.

## Результаты применения метода

### Определение энхансеров вDrosophila
Изначально метод STARR-seq был применен к геному Drosophila. Было обнаружено, что большая часть (55,6 %) энхансеров располагается в интронах, в частности в первом интроне, и межгенных областях. Интересно, что небольшая часть (4,5 %) энхансеров располагаются в сайтах старта транскрипции, в связи с чем можно предположить, что эти энхансеры могут и запускать транскрипцию в данном месте, и воздействовать на транскрипцию других генов. Наиболее активные энхансеры располагаются вблизи конститутивных генов, например, кодирующих белки цитоскелета, и некоторых регуляторов развития, например, транскрипционных факторов. Авторы показали, что множество генов регулируются несколькими независимыми активными энхансерами. Кроме того, оказалось, что уровни экспрессии генов в среднем коррелируют с суммарной энхансерной активностью в пересчёте на ген, что обеспечивает прямую связь между уровнем экспрессии и энхансерной активностью.

### Описание регуляторных вариантов аллелей
Используя STARR-seq для поиска и описания регуляторных вариантов аллелей, Vockey и др. обнаружили эффекты генетической изменчивости человека на функции некодирующих регуляторных элементов, измеряя активность 100 предположительных энхансеров из геномов 95 человек. Такой подход позволяет идентифицировать регуляторные варианты (в том числе ОНП), которые находятся в геномных локусах, способствующих изменению уровней экспрессии различных мРНК (eQTL), а также вносящих вклад в сложные фенотипы.

### Преимущества метода
Метод STARR-seq обладает следующими преимуществами:
- Полногеномноное и количественное определение энхансеров, по производительности превосходящее методы, основанные на изучении модификаций хроматина.
- Скрининг фрагментов ДНК из произвольных источников и в любом типе клеток и тканей.
- Применение секвенирования спаренных концов обеспечивает высокую чувствительность метода: транскрипты обнаруживаются даже при наличии в них дестабилизирующих элементов.
- Результаты по количественному определению энхансерной активности высоко воспроизводимы.
- Возможна идентификация энхансеров, даже если их активность подавляется эндогенными стимулами[1].

## Направления развития
STARR-seq за счёт сочетания классических методов молекулярной биологии с высокоспециализированными биоинформатическими методами позволяет детектировать и количественно оценивать энхансерную активность. К настоящему моменту STARR-seq был применен в клетках мыши и человека, и его эффективность была подтверждена. Применение STARR-seq к множеству типов клеток различных организмов позволит сделать существенный шаг в изучении регуляции генов и ответственных за неё сигнальных путей в ходе развития и при дифференциации клеток, в норме и при патологии. 